# Octavio Maretto
Octavio Maretto (Buenos Aires, 7 aprile 2004) è un cestista argentino con cittadinanza italiana.

## Palmarès

### Giovanili
- Next Gen Cup: 1

V.L. Pesaro 2022-23

## Carriera
Inizia la sua carriera tra le file della CAB Aurora Jesi nella stagione 2021/2022 in C Silver, per passare nella stagione 2022/2023 al Loreto Pesaro, al contempo gioca anche nella Under 19 della V.L. Pesaro nel 2021. Nella stagione 2023/2024 entra nel roster della prima squadra della V.L. Pesaro, ed esordisce in serie A. Dopo la retrocessione in A2 continuerà a far parte del roster anche per la stagione 2024/2025.
Esordisce inoltre nella nazionale italiana U20 battendo la Slovenia, il 22 giugno 2023 e partecipa agli europei U20 in programma in Grecia, dove gioca 7 partite e segna 47 punti totali. Risulta nella rosa dei convocati anche per l'europeo U20 2024 in Polonia.